# Liste der Biografien/Dels
Liste der Biografien |
Portal Biografien |
Personensuche
# |
A |
B |
C |
D |
E |
F |
G |
H |
I |
J |
K |
L |
M |
N |
O |
P |
Q |
R |
S |
T |
U |
V |
W |
X |
Y |
Z |
?
 
Da |
Db |
Dc |
Dd |
De |
Dg |
Dh |
Di |
Dj |
Dk |
Dl |
Dm |
Dn |
Do |
Dq |
Dr |
Ds |
Du |
Dv |
Dw |
Dy |
Dz
 
De A |
De B |
De C |
De D |
De E |
De F |
De G |
De H |
De J |
De K |
De L |
De M |
De N |
De P |
De Q |
De R |
De S |
De T |
De V |
De W |
De Y |
De Z 

Dea |
Deb |
Dec |
Ded |
Dee |
Def |
Deg |
Deh |
Dei |
Dej |
Dek |
Del |
Dem |
Den |
Deo |
Dep |
Deq |
Der |
Des |
Det |
Deu |
Dev |
Dew |
Dex |
Dey |
Dez
 
Dela |
Delb |
Delc |
Deld |
Dele |
Delf |
Delg |
Delh |
Deli |
Delj |
Delk |
Dell |
Delm |
Deln |
Delo |
Delp |
Delr |
Dels |
Delt |
Delu |
Delv |
Delw |
Dely |
Delz
Die Liste der Biografien führt alle Personen auf, die in der deutschsprachigen Wikipedia einen Artikel haben. Dieses ist eine Teilliste mit 19 Einträgen von Personen, deren Namen mit den Buchstaben „Dels“ beginnt.

## Dels

### Delsa
- Delsa, Leo (1821–1910), deutscher Verwaltungsjurist
- Delsalle, Didier (* 1957), französischer Pilot
- Delsar, Cassian (* 1982), australischer Eishockeyspieler
- Delsarte, François (1811–1871), französischer Sänger, Tanzpädagoge und Ballettreformer
- Delsarte, Jean (1903–1968), französischer Mathematiker
- Delsarte, Léon (1893–1963), französischer Turner
- Delsarto, Agnes (1892–1965), deutsche Schauspielerin und Sängerin
- Delsaut, Trevor, französischer Triathlet
- Delsaux, Willem (1862–1945), belgischer Maler und Grafiker

### Delsc
- Delschaft, Maly (1898–1995), deutsche Schauspielerin und seit etwa 1920 in vielen Spielfilmrollen zu sehen

### Delse
- Delseit, Anne Maren (* 1986), deutsche Schriftstellerin und Comicautorin
- Delsemme, Patrick (1974–2022), belgischer Snookerspieler
- Delsenbach, Johann Adam (1687–1765), Kupferstecher

### Delsi
- Delsing, Bernhard (1906–1991), deutscher Collagekünstler, Maler, Zeichner und Kunsterzieher

### Delso
- Delsol, Chantal (* 1947), französische Historikerin, Philosophin und Schriftstellerin
- Delson, Brad (* 1977), US-amerikanischer Gitarrist und Gründungsmitglied von Linkin ParkBrad Delson (* 1977)

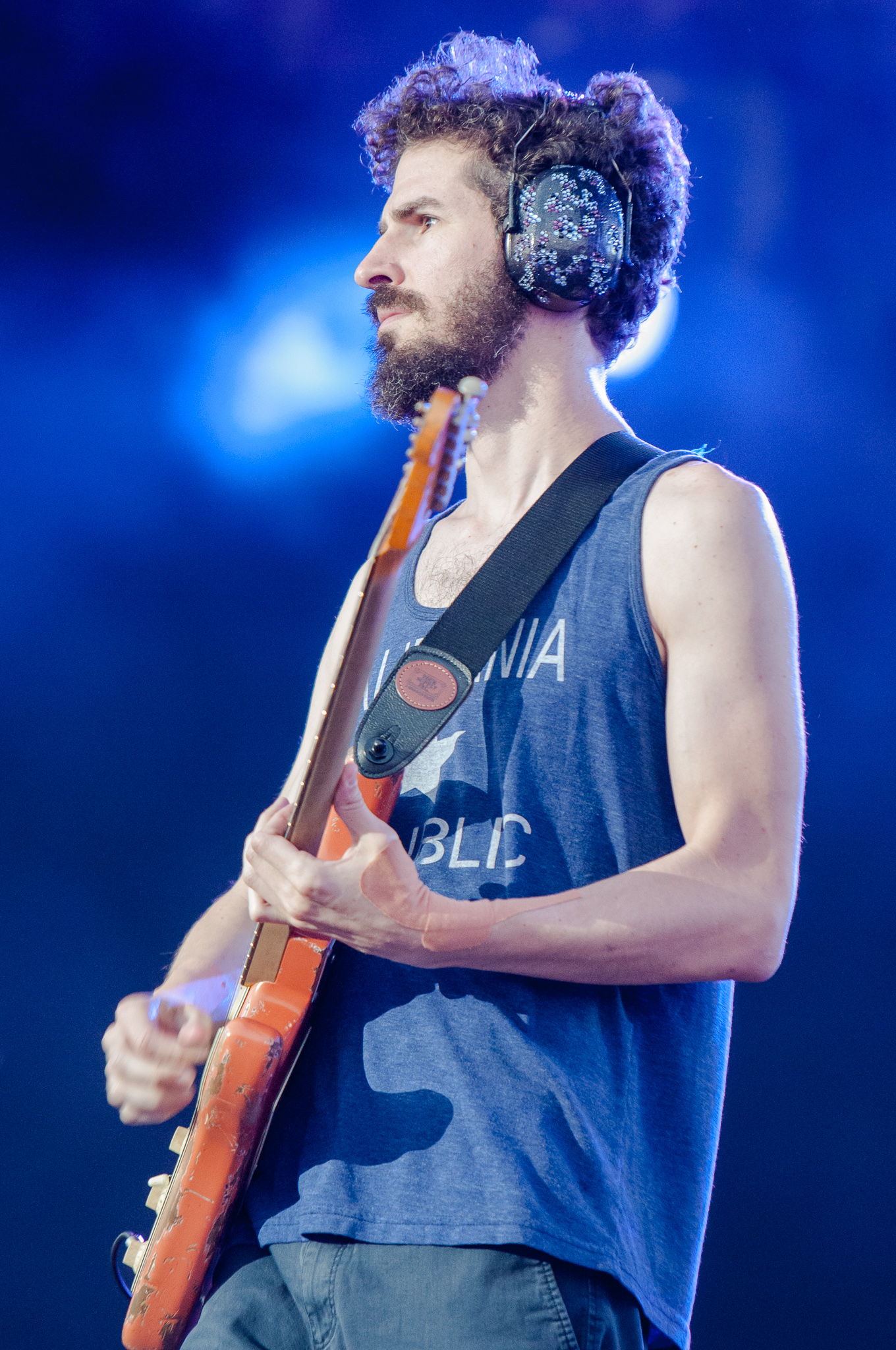
Brad Delson (* 1977)

- Delson, Eric (* 1945), US-amerikanischer Paläoanthropologe
- Delsor, Nicolaus (1847–1927), katholischer Geistlicher, französischer Senator und Politiker, MdR

### Delst
- Delstanche, Albert (1870–1941), belgischer Maler, Grafiker und Illustrator